# O Retrato de Jennie
Portrait of Jennie (bra/prt: O Retrato de Jennie) é um filme norte-americano de 1948, do gênero drama, dirigido por William Dieterle e estrelado por Jennifer Jones e Joseph Cotten.

## Produção
O Retrato de Jennie é um dos últimos filmes produzidos pelo lendário David O. Selznick e uma das mais bem belas fantasias mostradas nas telas do cinema.
Com seu olho sagaz, Selznick montou uma equipe perfeita, desde o elenco, até o diretor Dieterle e o compositor Dimitri Tiomkin, cuja música foi baseada em Debussy.
Quando do lançamento, o último rolo foi apresentado pintado de verde e a última tomada, em Technicolor. Esta cena final assim permaneceu e é o único momento em cores de todo o filme.
Os efeitos visuais foram premiados com o Oscar da categoria.
Segundo o crítico e historiador Ken Wlaschin, O Retrato de Jennie é um dos dez melhores filmes de Jennifer Jones e também de Joseph Cotten.

## Premiações
| Patrocinador                                  | Prêmio                                   | Categoria                                                     | Situação          |
| --------------------------------------------- | ---------------------------------------- | ------------------------------------------------------------- | ----------------- |
| Academia de Artes e Ciências Cinematográficas | Oscar                                    | Melhor Fotografia (preto e branco) Melhores Efeitos Especiais | Indicado Vencedor |
| Festival de Veneza                            | Leão de Ouro Grande Prêmio Internacional | Melhor Filme Melhor Ator (Joseph Cotten)                      | Indicado Vencedor |

## Elenco
| Ator/Atriz      | Personagem                  |
| --------------- | --------------------------- |
| Jennifer Jones  | Jennie Appleton             |
| Joseph Cotten   | Eben Adams                  |
| Ethel Barrymore | Senhora Spinney             |
| Lilian Gish     | Virgem Maria Misericordiosa |
| Cecil Kellaway  | Matthews                    |
| David Wayne     | Gus O'Toole                 |
| Albert Sharpe   | Moore                       |
| Henry Hull      | Eke                         |
| Florence Bates  | Senhora Jekes               |
| Felix Bressart  | Pete                        |
| Clem Bevans     | Capitão Cobb                |
| Maude Simmons   | Clara Morgan                |